# Sylvain Freiholz
Sylvain Freiholz (Le Brassus, 23 de noviembre de 1974) es un deportista suizo que compitió en salto en esquí.
Ganó una medalla de bronce en el Campeonato Mundial de Esquí Nórdico de 1997, en la prueba de trampolín grande individual.
Participó en cuatro Juegos Olímpicos de Invierno, entre los años 1992 y 2002, ocupando el octavo lugar en Albertville 1992, el sexto en Nagano 1998 y el séptimo en Salt Lake City 2002, en el trampolín grande por equipo.

## Palmarés internacional
| Campeonato Mundial | Campeonato Mundial  | Campeonato Mundial | Campeonato Mundial |
| Año                | Lugar               | Medalla            | Prueba             |
| ------------------ | ------------------- | ------------------ | ------------------ |
| 1997               | Trondheim (Noruega) | Medalla de bronce  | TG individual      |